# Valenciennes

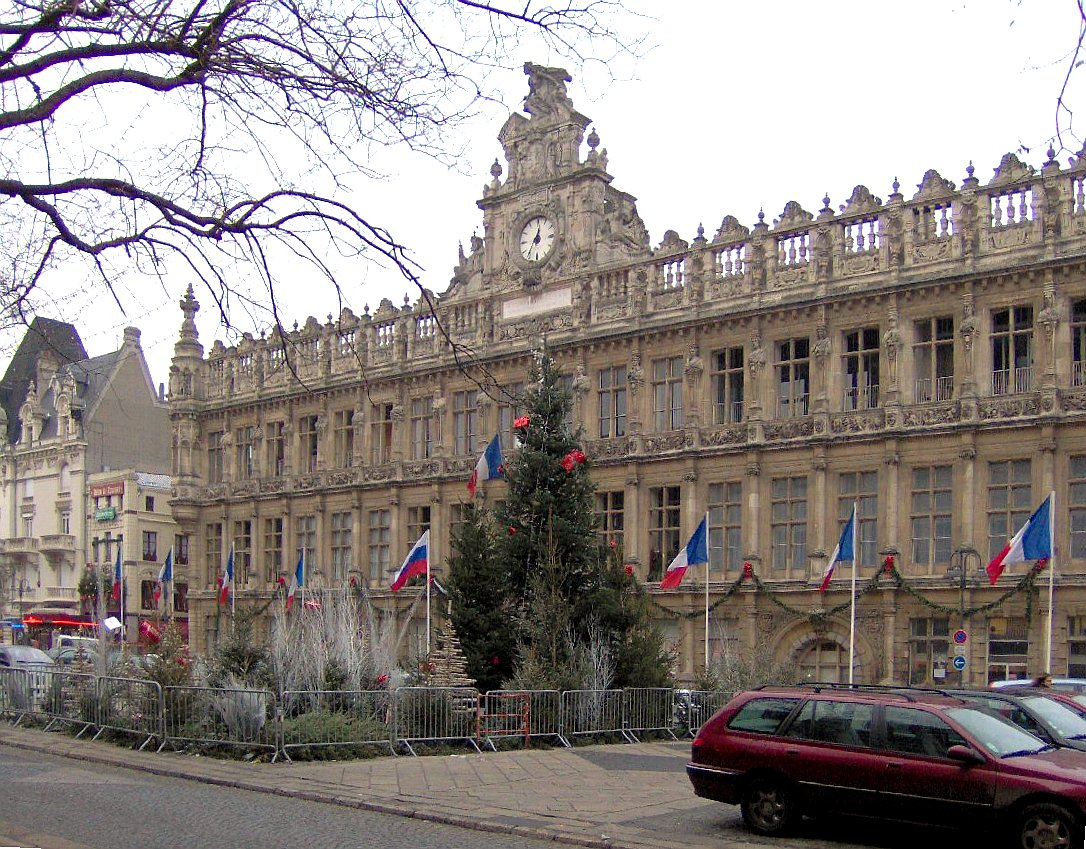
Framsidan av stadshuset i Valenciennes.

Valenciennes stad och kommun i norra Frankrike, belägen vid floden Schelde (franska: Escaut) i departementet Nord.
Staden är huvudort i arrondissementet med samma namn.
Kommunen Valenciennes har 42 979 invånare (2022) och storstadsområdet (Aire urbaine) 400 000 (2006).

## Befolkningsutveckling
Antalet invånare i kommunen Valenciennes
| Referens: INSEE |